# Аргут
Аргут — річка у Росії, права притока Катуні, тече на півдні Республіки Алтай.

## Фізіографія
Аргут утворюється на висоті 1572 м злиттям річок Ак-Алаха зліва і Джазатор (Жасатер) справа біля села Джазатор (Беляші) на території Кош-Агацького району Республіки Алтай. Більш повноводна складова, Ак-Алаха («Біла Алаха»), з її значними притоками Кара-Алаха («Чорна Алаха») і Калгути стікає з Укокського плоскогір'я — області з висотами 2200—2500 м, подекуди до 3000 м, яка займає південну частину російського Алтаю перед масивом Таван-Богдо-Ула з вершинами до 4374 м, по якому проходить кордон з Казахстаном, Китаєм і Монголією. Річка Джазатор, права складова Аргута, тече удовж північного краю Укокського плоскогір'я, відділяючи його від Південно-Чуйського хребта з висотами до 3941 м (гора Іікту).
Власне Аргут від утворення тече у переважно північно-західному напрямку, подекуди відхиляючись до півночі і заходу, у (за рідкими винятками) вузький глибокий долині. Аргут зливається з Катунню на кордоні між Усть-Коксинським і Онгудайським районами Республіки Алтай, який проходить по останнім кільком кілометрам його русла; це місце знаходиться приблизно за 25 км південніше села Іня на висоті 756 м над рівнем моря.
Аргут традиційно поділяється на такі відрізки.
Верхній Аргут — відрізок Аргута довжиною 25–30 км від злиття Ак-Алахи і Джазатора до початку Карагемського прориву. Цей відрізок має середнє падіння 2,4 метра на кілометр і характеризується великою кількістю порогів і бистрин. На цьому відрізку Аргут приймає ліву притоку Кок-Су («синя вода»). Між Аргутом і Коксу — степ Самаха площею близько 30 км².
Карагемський прорив — надзвичайно бурхливий і складній для сплаву відрізок довжиною 6–7 км з падінням 15–25 метрів на км; річка тут прорізує вузьку ущелину, яка відділяє Катунський хребет на заході від Південно-Чуйського на сході. Ділянка Катунського хребта, що прилягає до Аргута, містить найвищі вершини хребта й Алтайських гір у цілому: гори Шенелю (3888 м) і Бєлуха (4506 м); остання також є найвищою точкою всього Сибіру. Річкове русло у Карагемському прориві являє собою неперервну череду порогів і невеликих водоспадів, яка закінчується приблизно за півтора кілометра до впадіння правої притоки Карагема, чия долина лежить між Північно-Чуйським і Південно-Чуйським хребтами.
Степовий Аргут — відрізок довжиною близько 25 км від виходу з Карагемського прориву до злиття з правою притокою Кулагаш. В місці злиття Аргута з Карагемом долини обох річок розширюються, утворюючи досить обширну рівнину — так званий Низовий степ. Низовий степ розділяє західні краї Північно- і Південно-Чуйського хребта, а також відділяє їх від східного краю Катунського хребта. Аргут тече по цій місцевості порівняно спокійно у західному напрямку; падіння тут не перевищує 3,5 м/км.
Дикий Аргут — відрізок довжиною 45–50 км від гирла Кулагаша до злиття з правою притокою Шавлою. Середній уклін на цьому відрізку 8 м/км, подекуди досягає 10–12 м/км. Тут знаходяться численні небезпечні пороги, які подекуди слідують безпосередньо один за одним. Річка тут тече загальним напрямком на північ, але місцями робить різкі завороти.
Швидкий Аргут — останній, низовий відрізок річки довжиною близько 30 км від гирла Шавли до злиття з Катунню. Уклін тут не перевищує 3 м/км, складних порогів мало. Від злиття з Шавлою Аргут тече на захід, перед впадінням в Катунь робить коліно, повертаючи спочатку на північ, а потім — знову на захід.
Гирло Аргута знаходиться на висоті 765 м над рівнем моря, таким чином середній уклін на всьому протязі становить 6 м/км. У гирлі Аргут має до 70 м завширшки і глибину до 2 м; швидкість плину 2 м/c.
Найбільші ліві притоки — Кок-Су, Кулагаш, Ієдигем, Коір, праві — Карагем, Юнгур, Шавла.

## Гідрологія
Довжина Аргута 132 км, з правою складовою Ак-Алахою — 232 км. Площа басейну 9 550 км²; з них 300 км² займає гірський льодовик, танення якого дає близько 40 % річкового стоку. Середньорічний стік у гирлі становить 112 м³/с.
Аргут замерзає у листопаді, скресає у квітні. Живлення снігове, дощове і льодовикове.

## Інфраструктура
Маже весь басейн Аргута лежить в межах Кош-Агацького району Республіки Алтай. Дуже невеликі ділянки низової частини басейну лежать у Онгудайському і Усть-Коксинському районах, кордон між якими проходить по останнім кілометрам його русла перед впадінням в Катунь.
Село Джазатор (Беляші) біля витоку Аргута — єдине постійне поселення на річці. До Джазатора можна дістатись від Кош-Агача, розташованого у верхів'ях Чуї на федеральній автотрасі М52 (Чуйський тракт), по 132-кілометровій переважно ґрунтовій автодорозі. Ця дорога перетинає Чуйський степ, підіймається удовж притоки Чуї Тархати, через перевал висотою 2400 м дістається долини річки Джазатор і удовж нього спускається до витоку Аргута і села Джазатор. Удовж власне Аргута існують лише пішохідні або в'ючні стежки. Єдиний міст на Аргуті перетинає річку за декілька кілометрів від її утворення.
До гирла Аргута можна дістатися по ґрунтовій дорозі, яка проходить удовж лівого берега Катуні від села Іня на Чуйському тракті.
Річка несудноплавна.

## Назва
Вважається, що назва «Аргут» походить від алтайського слова архыт — шкіряний мішок для виготовлення кумису: наче у такому мішку зливаються Жасатер і Ак-Алаха, утворюючи Аргут.